# Éliminatoires du Championnat d'Europe de football des moins de 19 ans 2024
Navigation
2023 2025
Les éliminatoires du championnat d'Europe de football des moins de 19 ans 2024 est une compétition masculine des moins de 19 ans de football qui détermine les sept équipes rejoignant l'organisateur automatiquement qualifié à savoir l'Irlande du Nord lors de la phase finale du Championnat d'Europe de football des moins de 19 ans 2024.

Les éliminatoires se déroulent du 11 octobre 2023 au 26 mars 2024. Les joueurs nés après le 1er janvier 2005 y sont éligibles.

## Format et tirage au sort
Les qualifications se disputent sur deux tours, uniquement par groupes de 4 équipes. Chaque groupe se joue sur le terrain unique de l'une des quatre équipes qui en fait partie, en tournoi toutes rondes simple. Le premier tour de qualification comprend 13 groupes (52 équipes), le second tour comprend 7 groupes (28 équipes).
Le tirage au sort du tour de qualification a eu lieu le 8 décembre 2022, au siège de l'UEFA à Nyon, en Suisse.
Chaque groupe comprend une équipe du chapeau A, une équipe du chapeau B, une équipe du chapeau C et une équipe du chapeau D. Sur la base des décisions prises par le Panel d'urgence de l'UEFA, les paires d'équipes suivantes n'ont pas pu être tirées au sort dans le même groupe : Espagne et Gibraltar, Serbie et Kosovo, Bosnie-Herzégovine et Kosovo.
Le Portugal (26.056) est exempt du premier tour, Irlande du Nord (3.667) est quant à elle déjà qualifiée en tant que pays hôte.
La Russie est toujours exclue du tournoi en raison de l'Invasion de l'Ukraine.
| Chapeau A            | Chapeau A | Chapeau B          | Chapeau B | Chapeau C         | Chapeau C | Chapeau D     | Chapeau D |
| Angleterre           | 25.222    | Autriche           | 11.333    | Finlande          | 8.500     | Albanie       | 2.333     |
| France               | 22.000    | Slovaquie          | 11.333    | Bulgarie          | 8.056     | Monténégro    | 2.333     |
| Italie               | 21.444    | Roumanie           | 11.167    | Islande           | 6.000     | Malte         | 2.333     |
| Tchéquie             | 16.889    | Hongrie            | 10.667    | Suisse            | 5.833     | Moldavie      | 1.667     |
| Espagne              | 16.689    | Belgique           | 10.333    | Arménie           | 5.667     | Kazakhstan    | 1.667     |
| Ukraine              | 15.056    | Suède              | 10.278    | Chypre            | 5.333     | Îles Féroé    | 1.333     |
| République d'Irlande | 14.944    | Écosse             | 9.500     | Pays de Galles    | 5.333     | Andorre       | 1.333     |
| Pays-Bas             | 14.556    | Croatie            | 9.500     | Lettonie          | 5.333     | Lituanie      | 0.333     |
| Norvège              | 14.111    | Grèce              | 9.000     | Slovénie          | 3.333     | Estonie       | 0.333     |
| Israël               | 14.056    | Danemark           | 8.933     | Azerbaïdjan       | 4.500     | Luxembourg    | 0.333     |
| Allemagne            | 13.833    | Bosnie-Herzégovine | 8.833     | Biélorussie       | 4.333     | Saint-Marin   | 0.000     |
| Turquie              | 12.444    | Géorgie            | 8.833     | Macédoine du Nord | 4.333     | Gibraltar     | 0.000     |
| Serbie               | 11.833    | Pologne            | 8.500     | Kosovo            | 3.167     | Liechtenstein | 0.000     |

### Premier tour de qualification
Les deux premiers de chaque groupe et le meilleur troisième (27 équipes) sont qualifiés pour le tour Élite.

#### Groupe 1
| Rang | Équipe   | Pts | J | G | N | P | Bp | Bc | Diff |
| ---- | -------- | --- | - | - | - | - | -- | -- | ---- |
| 1    | Danemark | 7   | 3 | 2 | 1 | 0 | 7  | 2  | +5   |
| 2    | France H | 6   | 3 | 2 | 0 | 1 | 4  | 2  | +2   |
| 3    | Islande  | 4   | 3 | 1 | 1 | 1 | 4  | 2  | +2   |
| 4    | Estonie  | 0   | 3 | 0 | 0 | 3 | 0  | 9  | -9   |

#### Groupe 2
| Rang | Équipe     | Pts | J | G | N | P | Bp | Bc | Diff |
| ---- | ---------- | --- | - | - | - | - | -- | -- | ---- |
| 1    | Norvège    | 9   | 3 | 3 | 0 | 0 | 15 | 1  | +14  |
| 2    | Lettonie H | 4   | 3 | 1 | 1 | 1 | 9  | 4  | +5   |
| 3    | Hongrie    | 4   | 3 | 1 | 1 | 1 | 8  | 3  | +5   |
| 4    | Gibraltar  | 0   | 3 | 0 | 0 | 3 | 0  | 24 | -24  |

#### Groupe 3
| Rang | Équipe    | Pts | J | G | N | P | Bp | Bc | Diff |
| ---- | --------- | --- | - | - | - | - | -- | -- | ---- |
| 1    | Écosse    | 7   | 3 | 2 | 1 | 0 | 5  | 2  | +3   |
| 2    | Serbie    | 4   | 3 | 1 | 1 | 1 | 2  | 2  | 0    |
| 3    | Andorre H | 3   | 3 | 1 | 0 | 2 | 3  | 5  | -2   |
| 4    | Bulgarie  | 2   | 3 | 0 | 2 | 1 | 1  | 2  | -1   |

#### Groupe 4
| Rang | Équipe        | Pts | J | G | N | P | Bp | Bc | Diff |
| ---- | ------------- | --- | - | - | - | - | -- | -- | ---- |
| 1    | Suisse        | 9   | 3 | 3 | 0 | 0 | 7  | 1  | +6   |
| 2    | Italie        | 4   | 3 | 1 | 1 | 1 | 9  | 3  | +6   |
| 3    | Suède H       | 2   | 3 | 0 | 2 | 1 | 3  | 4  | -1   |
| 4    | Liechtenstein | 1   | 3 | 0 | 1 | 2 | 0  | 11 | -11  |

#### Groupe 5
| Rang | Équipe            | Pts | J | G | N | P | Bp | Bc | Diff |
| ---- | ----------------- | --- | - | - | - | - | -- | -- | ---- |
| 1    | Allemagne         | 7   | 3 | 2 | 1 | 0 | 12 | 4  | +8   |
| 2    | Macédoine du Nord | 4   | 3 | 1 | 1 | 1 | 4  | 4  | 0    |
| 3    | Pologne H         | 4   | 3 | 1 | 1 | 1 | 6  | 5  | +1   |
| 4    | Kazakhstan        | 1   | 3 | 0 | 1 | 2 | 1  | 10 | -9   |

#### Groupe 6
| Rang | Équipe    | Pts | J | G | N | P | Bp | Bc | Diff |
| ---- | --------- | --- | - | - | - | - | -- | -- | ---- |
| 1    | Espagne   | 9   | 3 | 3 | 0 | 0 | 11 | 0  | +11  |
| 2    | Géorgie H | 6   | 3 | 2 | 0 | 1 | 4  | 5  | -1   |
| 3    | Chypre    | 3   | 3 | 1 | 0 | 2 | 1  | 4  | -3   |
| 4    | Moldavie  | 0   | 3 | 0 | 0 | 3 | 1  | 8  | -7   |

#### Groupe 7
| Rang | Équipe    | Pts | J | G | N | P | Bp | Bc | Diff |
| ---- | --------- | --- | - | - | - | - | -- | -- | ---- |
| 1    | Ukraine   | 6   | 3 | 2 | 0 | 1 | 7  | 5  | +2   |
| 2    | Kosovo    | 5   | 3 | 1 | 2 | 0 | 7  | 3  | +4   |
| 3    | Slovaquie | 4   | 3 | 1 | 1 | 1 | 4  | 5  | -1   |
| 4    | Malte H   | 1   | 3 | 0 | 1 | 2 | 3  | 8  | -5   |

#### Groupe 8
| Rang | Équipe      | Pts | J | G | N | P | Bp | Bc | Diff |
| ---- | ----------- | --- | - | - | - | - | -- | -- | ---- |
| 1    | Turquie H   | 9   | 3 | 3 | 0 | 0 | 7  | 2  | +5   |
| 2    | Lituanie    | 3   | 3 | 1 | 0 | 2 | 4  | 5  | -1   |
| 3    | Grèce       | 3   | 3 | 1 | 0 | 2 | 2  | 3  | -1   |
| 4    | Biélorussie | 3   | 3 | 1 | 0 | 2 | 2  | 5  | -3   |

#### Groupe 9
| Rang | Équipe     | Pts | J | G | N | P | Bp | Bc | Diff |
| ---- | ---------- | --- | - | - | - | - | -- | -- | ---- |
| 1    | Israël     | 7   | 3 | 2 | 1 | 0 | 7  | 0  | +7   |
| 2    | Croatie H  | 7   | 3 | 2 | 1 | 0 | 4  | 1  | +3   |
| 3    | Arménie    | 3   | 3 | 1 | 0 | 2 | 3  | 4  | -1   |
| 4    | Îles Féroé | 0   | 3 | 0 | 0 | 3 | 1  | 10 | -9   |

#### Groupe 10
| Rang | Équipe      | Pts | J | G | N | P | Bp | Bc | Diff |
| ---- | ----------- | --- | - | - | - | - | -- | -- | ---- |
| 1    | Tchéquie H  | 7   | 3 | 2 | 1 | 0 | 6  | 1  | +5   |
| 2    | Roumanie    | 5   | 3 | 1 | 2 | 0 | 8  | 1  | +7   |
| 3    | Finlande    | 4   | 3 | 1 | 1 | 1 | 8  | 1  | +7   |
| 4    | Saint-Marin | 0   | 3 | 0 | 0 | 3 | 0  | 19 | -19  |

#### Groupe 11
| Rang | Équipe             | Pts | J | G | N | P | Bp | Bc | Diff |
| ---- | ------------------ | --- | - | - | - | - | -- | -- | ---- |
| 1    | Pays-Bas           | 9   | 3 | 3 | 0 | 0 | 7  | 1  | +6   |
| 2    | Bosnie-Herzégovine | 4   | 3 | 1 | 1 | 1 | 1  | 3  | -2   |
| 3    | Luxembourg         | 3   | 3 | 1 | 0 | 2 | 2  | 4  | -2   |
| 4    | Azerbaïdjan H      | 1   | 3 | 0 | 1 | 2 | 2  | 4  | -2   |

#### Groupe 12
| Rang | Équipe         | Pts | J | G | N | P | Bp | Bc | Diff |
| ---- | -------------- | --- | - | - | - | - | -- | -- | ---- |
| 1    | Autriche       | 5   | 3 | 1 | 2 | 0 | 1  | 0  | +1   |
| 2    | Monténégro H   | 4   | 3 | 1 | 1 | 1 | 3  | 1  | +2   |
| 3    | Angleterre     | 3   | 3 | 0 | 3 | 0 | 1  | 1  | 0    |
| 4    | Pays de Galles | 2   | 3 | 0 | 2 | 1 | 1  | 4  | -3   |

#### Groupe 13
| Rang | Équipe               | Pts | J | G | N | P | Bp | Bc | Diff |
| ---- | -------------------- | --- | - | - | - | - | -- | -- | ---- |
| 1    | Belgique             | 7   | 3 | 2 | 1 | 0 | 4  | 1  | +3   |
| 2    | Slovénie             | 5   | 3 | 1 | 2 | 0 | 2  | 1  | +1   |
| 3    | République d'Irlande | 4   | 3 | 1 | 1 | 1 | 3  | 2  | +1   |
| 4    | Albanie H            | 0   | 3 | 0 | 0 | 3 | 1  | 6  | -5   |

#### Classements des troisièmes de groupe
Pour déterminer la meilleure équipe classée troisièmes du tour de qualification qui accède au tour élite, seuls les résultats des équipes classées troisièmes contre les équipes classées premières et deuxièmes de leur groupe sont pris en compte.
| Rang    | Équipe               | Pts | J | G | N | P | Bp | Bc | Diff |
| ------- | -------------------- | --- | - | - | - | - | -- | -- | ---- |
| 1 (8)   | Grèce                | 3   | 2 | 1 | 0 | 1 | 2  | 2  | 0    |
| 2 (12)  | Angleterre           | 2   | 2 | 0 | 2 | 0 | 0  | 0  | 0    |
| 3 (4)   | Suède                | 1   | 2 | 0 | 1 | 1 | 3  | 4  | -1   |
| 4 (2)   | Hongrie              | 1   | 2 | 0 | 1 | 1 | 2  | 3  | -1   |
| 5 (1)   | Islande              | 1   | 2 | 0 | 1 | 1 | 1  | 2  | -1   |
| 6 (10)  | Finlande             | 1   | 2 | 0 | 1 | 1 | 0  | 1  | -1   |
| 7 (13)  | République d'Irlande | 1   | 2 | 0 | 1 | 1 | 0  | 1  | -1   |
| 8 (5)   | Pologne              | 1   | 2 | 0 | 1 | 1 | 3  | 5  | -2   |
| 9 (7)   | Slovaquie            | 1   | 2 | 0 | 1 | 1 | 1  | 5  | -4   |
| 10 (3)  | Andorre              | 0   | 2 | 0 | 0 | 2 | 1  | 4  | -3   |
| 11 (11) | Luxembourg           | 0   | 2 | 0 | 0 | 2 | 0  | 3  | -3   |
| 12 (6)  | Chypre               | 0   | 2 | 0 | 0 | 2 | 0  | 4  | -4   |
| 13 (9)  | Îles Féroé           | 0   | 2 | 0 | 0 | 2 | 0  | 8  | -8   |

### Tour Élite
Le tirage au sort du tour Élite a lieu le 7 décembre 2023, au siège de l'UEFA à Nyon, en Suisse.

Le second tour, qui a lieu au printemps, concerne 28 équipes, dont le Portugal, exempté de premier tour. Les sept vainqueurs de poule se qualifient pour la phase finale en Irlande du Nord (dont l'équipe est qualifiée d'office).

#### Groupe 1
| Rang | Équipe     | Pts | J | G | N | P | Bp | Bc | Diff |
| ---- | ---------- | --- | - | - | - | - | -- | -- | ---- |
| 1    | Espagne    | 7   | 3 | 2 | 1 | 0 | 5  | 3  | +2   |
| 2    | Slovénie   | 4   | 3 | 1 | 1 | 0 | 3  | 3  | 0    |
| 3    | Kosovo     | 3   | 3 | 1 | 0 | 2 | 2  | 4  | -2   |
| 4    | Autriche H | 3   | 3 | 1 | 0 | 2 | 3  | 3  | 0    |

#### Groupe 2
| Rang | Équipe     | Pts | J | G | N | P | Bp | Bc | Diff |
| ---- | ---------- | --- | - | - | - | - | -- | -- | ---- |
| 1    | France     | 6   | 3 | 2 | 0 | 1 | 3  | 2  | +1   |
| 2    | Belgique   | 6   | 3 | 2 | 0 | 1 | 5  | 4  | +1   |
| 3    | Pays-Bas H | 3   | 3 | 1 | 0 | 2 | 6  | 4  | +2   |
| 4    | Lituanie   | 3   | 3 | 1 | 0 | 2 | 2  | 6  | -4   |

#### Groupe 3
| Rang | Équipe             | Pts | J | G | N | P | Bp | Bc | Diff |
| ---- | ------------------ | --- | - | - | - | - | -- | -- | ---- |
| 1    | Norvège H          | 7   | 3 | 2 | 1 | 0 | 6  | 3  | +3   |
| 2    | Bosnie-Herzégovine | 4   | 3 | 1 | 1 | 1 | 5  | 6  | -1   |
| 3    | Monténégro         | 3   | 3 | 1 | 0 | 2 | 4  | 5  | -1   |
| 4    | Israël             | 3   | 3 | 1 | 0 | 2 | 2  | 3  | -1   |

#### Groupe 4
| Rang | Équipe     | Pts | J | G | N | P | Bp | Bc | Diff |
| ---- | ---------- | --- | - | - | - | - | -- | -- | ---- |
| 1    | Danemark   | 9   | 3 | 3 | 0 | 0 | 7  | 2  | +5   |
| 2    | Portugal H | 6   | 3 | 2 | 0 | 1 | 6  | 4  | +2   |
| 3    | Grèce      | 1   | 3 | 0 | 1 | 2 | 5  | 7  | -2   |
| 4    | Serbie     | 1   | 3 | 0 | 1 | 2 | 5  | 10 | -5   |

#### Groupe 5
| Rang | Équipe   | Pts | J | G | N | P | Bp | Bc | Diff |
| ---- | -------- | --- | - | - | - | - | -- | -- | ---- |
| 1    | Italie H | 9   | 3 | 3 | 0 | 0 | 10 | 2  | +8   |
| 2    | Tchéquie | 6   | 3 | 2 | 0 | 1 | 4  | 2  | +2   |
| 3    | Géorgie  | 3   | 3 | 1 | 0 | 2 | 3  | 8  | -5   |
| 4    | Écosse   | 0   | 3 | 0 | 0 | 3 | 3  | 8  | -5   |

#### Groupe 6
| Rang | Équipe    | Pts | J | G | N | P | Bp | Bc | Diff |
| ---- | --------- | --- | - | - | - | - | -- | -- | ---- |
| 1    | Turquie   | 6   | 3 | 2 | 0 | 1 | 4  | 3  | +1   |
| 2    | Roumanie  | 6   | 3 | 2 | 0 | 1 | 4  | 4  | 0    |
| 3    | Croatie H | 3   | 3 | 1 | 0 | 2 | 3  | 04 | -1   |
| 4    | Allemagne | 3   | 3 | 1 | 0 | 2 | 5  | 5  | 0    |

#### Groupe 7
| Rang | Équipe              | Pts | J | G | N | P | Bp | Bc | Diff |
| ---- | ------------------- | --- | - | - | - | - | -- | -- | ---- |
| 1    | Ukraine             | 9   | 3 | 3 | 0 | 0 | 8  | 0  | +8   |
| 2    | Suisse              | 6   | 3 | 2 | 0 | 1 | 3  | 3  | 0    |
| 3    | Lettonie            | 1   | 3 | 0 | 1 | 2 | 1  | 5  | -4   |
| 4    | Macédoine du Nord H | 1   | 3 | 0 | 1 | 2 | 1  | 5  | -4   |

### Équipes qualifiées
| Équipe          | Parcours              | Date de qualification | Participation |
| --------------- | --------------------- | --------------------- | ------------- |
| Irlande du Nord | Pays hôte             | 19 avril 2021         | 2e            |
| Espagne         | Vainqueur du groupe 1 | 26 mars 2024          | 14e           |
| France          | Vainqueur du groupe 2 | 23 mars 2024          | 13e           |
| Norvège         | Vainqueur du groupe 3 | 26 mars 2024          | 7e            |
| Danemark        | Vainqueur du groupe 4 | 26 mars 2024          | 1re           |
| Italie          | Vainqueur du groupe 5 | 26 mars 2024          | 10e           |
| Turquie         | Vainqueur du groupe 6 | 23 mars 2024          | 7e            |
| Ukraine         | Vainqueur du groupe 7 | 26 mars 2024          | 6e            |